# زهرة دردوري
زهرة دردوري وزيرة البريد وتكنولوجيا الإعلام والاتصال في الجزائر تقلدت منصب الوزارة في حكومة الوزير الأول عبد المالك سلال خلفا للوزير السابق موسى بن حمادي بعد أن كانت مديرة لسلطة الضبط للبريد والمواصلات.